# たかじんnoばぁ〜
『たかじんnoばぁ〜』（たかじんのばぁー）は、よみうりテレビで1992年10月10日から1996年7月13日まで放送された深夜番組。

## 概要
この番組はバースタイルのトーク番組の発祥とも言える存在で、マスター役のやしきたかじんとマネージャー役のトミーズ雅が、バーの客としてやって来たゲストと共に本物の酒を飲みながらトークをするというスタイルの番組である。
放送時間が深夜0時～1時であるにもかかわらず近畿地方では最高視聴率が25.1%（占拠率56％）を記録するなど、よみうりテレビ深夜番組史上の最高視聴率記録を更新する快挙も達成した番組である。このため、『スポーツうるぐす』の放送が開始された1994年4月からは、本来ならばローカル放送時間枠のスタート時間が従来よりも25分繰り下がる編成となったにもかかわらず、視聴率が異例とも言える好調ぶりを見せたことから、先にこの番組を放送して、『うるぐす』をキー局よりも1時間遅れの録画放送にするという編成を組んでいた。『たかじんnoばぁ〜』の放送終了に伴い、よみうりテレビでの『うるぐす』の放送時間も全国区での放送に倣って23時45分〜の時間帯へと変更された。

## 番組の特徴
収録に使用する本社第2スタジオには、カウンターバーのセットを組んでいた。通常、放送には映らないカメラ後方の部分も含め、縦約18メートル×横約15メートルに渡るスタジオ空間全体に余すことなくセットを建て込んでおり、非常に画期的なセットデザインであったと言われている。業界ではこのスタイルを「たかじん風」と呼ばれている。バーのセットは、春夏用の洋風と秋冬用の和風の二つのスタイルがあった。番組を立ち上げる際に、たかじんが「中途半端なセットは絶対アカン。この番組が成功するか否かはセットにかかっている」とまで言い切り、読売テレビの社長に直訴し、ローカル番組としては破格とも言える1500万円を掛けたバーのセットを製作させた。この条件が受け入れられたため、はじめは乗り気でなかったたかじんは、断る理由がなくなってしまったと語っている。
酒は世界中から取り寄せた本物で、随時200種類以上が用意されていた（たかじんが関西限定ビールのCMに出演していたアサヒビールの協力による）。また、バーテンダーには本職のバーテンダーである金崎公三（祇園花見小路「アクアマリン」マスター）を起用（後述の復活特番でも出演）。金崎はたかじんとは祇園で弾き語りしていた頃からの古い付き合いのあった人物であった（しかも番組の収録は金崎の店の定休日に合わせていた）。このように、番組の至るところに水商売（弾き語り）出身のたかじんのこだわりが見られた。
放送できない発言は「ガオー」という編集音が入り、口元に「ガオー」と書かれたテロップが貼られる処置が施されていた。これは同局で既に放送されていた『鶴瓶上岡パペポTV』において、上岡龍太郎が放送上不適当な言葉を発した際に表示される「マル禁」テロップと、パトカーのような警戒音によるごまかしの手法を応用したと言われている。この編集音の「ガオー」が番組の名物となり、出演者からは放送禁止用語・暴言がでた場合は「ガオー入れといて」と言われるほどに浸透。後にこの番組のDVD-BOXのタイトルの一部にも採用されている。たかじんは収録が進むうちにヘベレケになり、編集音「ガオー」なしでは放送できないような発言（いわゆる放送禁止用語またはそれに類する放送上好ましくない発言）、暴言を繰り返した。しかしながら、その過激トークの面白さが評判を呼び、キー局の日本テレビやその他NNS系列局でも放送されるようにもなった。しかし、過激さによっては、臨時休止を行ったこともある。番組初期には、スタジオ内にハリセンが用意されており、「ガオー」なしでは放送できないような発言が飛び出すと、たかじん、またはほかの出演者がハリセンで頭をはたくシーンが見られた。
番組は原則として2本撮りで、2本目にはたいがいたかじんは酩酊状態、もしくは泥酔に近い状態にあった。また、収録の1本目と2本目の間に夕飯で鶴橋の焼肉店で飲んでいたこともあり、収録後もさらに飲みにいっていたこともあったと言われている。カラオケセットやギターが用意されており、たかじんや出演者が歌うこともあった。よく番組の最後でたかじんが自分の持ち歌やお気に入りのジャズ・シャンソンを歌っていた。稀に「この番組は乾杯!トークそんぐ（同時期に放送された毎日放送の番組）ではありません」とテロップが流れるくらいカラオケ合戦になったこともある。
番組のゲストには意図的に、全く異色の組み合わせを起用し、必ずコントに出演する決まりになっていた。コントの内容はゲストにちなんだものが多い（例・藤田まことが出演した回は必殺シリーズのパロディだった）。大半がベタなオチで終わるものであったが、出演者のキャラクターと番組の雰囲気が相俟って、不思議なおかしさを醸し出していた。ショートコントで酒を使って、無謀な飲み物を作って飲ませるということも有名である。上島竜兵は燗をして暖められたビールを飲まされ、ローリー寺西はウォッカに七味唐辛子や正露丸を入れたカクテルを飲まされ卒倒した。しかし、北島三郎が海草入りの酒をストレートに飲んだことがある。
ツッコミ・解説スーパーを放送開始当初から使用していた（放送開始当時はまだ珍しかった）。この番組では画面中央付近に白い文字で表示していた（使用されていたフォントは写研の「ナミン」）。常連客として島田洋七、ハイヒール・モモコ、ぜんじろうなどが度々出演していた。また、バーテンダーの金崎の横で神田川俊郎が料理を作ることもあった。
2007年に、QuickJapanや、オリコンでのインタビューにおいて、たかじんは「まずは自分が酔わなければなりません」と、当番組での手法を明かした。
2014年、たかじんが他界したときには、読売テレビの番組で当番組の映像が繰り返し放送された。

## 番組の歴史
第1回のゲストは、星野仙一と鳳蘭で、たかじんが鳳蘭と宝塚で共演した話で盛り上がり落ち着いた雰囲気の放送だった。また、この2人はたかじん本人がブッキングしたという。
1994年1月15日の放送で番組最高視聴率25.1%（関西地区）を記録。
1995年1月21日の放送は阪神・淡路大震災による自粛のため、遠くへ行きたいの再放送に差し替えられた。
最終回ではビートたけしが出演し、たけしが「最終回やめようよ、俺もやるから」と言い、出演者がこれまでの番組の歴史を振り返りながらしみじみ語った。たかじんが「東京」を歌うと、たけしが徳永英明の「壊れかけのRadio」を歌った。最後は当時たかじんの新曲であった「もしも夢が叶うならば」のプロモーションビデオが流れ番組の幕を閉じた。

## 出演者
- やしきたかじん - 2014年1月3日に64歳で逝去。読売テレビ・日本テレビなどのテレビ番組で訃報や追悼企画を放送する際には、レギュラー放送での名場面（ビートたけしがゲストで登場した最終回など）や、DVD発売記者会見の映像がしばしば使われている。
- トミーズ雅 - 当番組の初期にテレビ朝日が関東ローカルで放送した同様の番組（『M10』金曜日）でも、当番組と同じ役回りでたかじんと共演。
- トミーズ健 - 「世界中の酒を仕入れる酒屋の配達員」という設定から、前掛け姿で登場。出演者のトークに割って入ったり、たかじんや相方の雅などからショートコントで弄られたりすることが「お約束」と化していた。
- 金崎公三（バーテンダー） - 祇園の花見小路にあるバー「アクアマリン」のマスター。たかじんとは、祇園で弾き語りをしていた頃からの知り合いであった。なお、収録中はたかじん・雅の背後でバーテンダーの仕事に徹していたため、トークへ加わることは皆無に近かった。2019年1月12日に逝去。
- 大竹まこと（最初の半年間のみ「常連客」役で出演） - 『M10』などの番組でも共演していたが、当番組初期の収録で自身の私生活をめぐる話題をたかじんが執拗に触れたことなどをきっかけに、放送開始の半年後からテレビ大阪の裏番組『大顔面TV』のレギュラーへ転身。以降の出演番組では、たかじんと共演していない。ちなみにたかじんは、大竹が当番組から降板した後も、大竹を挑発するかのような発言を繰り返していた（参考記事）。
- 島田洋七（番組中期から「常連客」格で頻繁に出演） - 面識のなかったたかじんから、当番組のプロデューサーを通じて、番組や自身の先行きに関する不安を相談されたことをきっかけに出演を開始。たかじんや雅から再三にわたって「話の9割以上は嘘や」と呆れられるほど、トークでは「作り話を重ねるお調子者」というキャラクターを存分に発揮していた。その一方で、たかじんからのリクエストをきっかけに、旧知のビートたけしを当番組へ出演させた（参考記事）。ただし、埼玉県選挙区からの出馬で落選した第17回参議院議員通常選挙（1995年）の前後には、公職選挙法などとの兼ね合いで当番組への登場を控えている。

## 書籍

### 『たかじんnoばぁ〜 』
1993年12月11日に、「大阪読売テレビ」名義でソニー・マガジンズから初版を刊行（ISBN 978-4789708579）。番組開始から約1年間の放送内容から、以下に記す9回分を対象に、放送済みのトークをト書き風に書き起こした。現在は絶版。
- 第1章（放送日不詳）

ゲスト：大竹まこと、ハイヒールモモコ、久本雅美、池乃めだか
- 第2章（放送日不詳）

ゲスト：大竹まこと、沖田浩之、羽野晶紀、亀山房代
- 第3章（放送日不詳）

ゲスト：大竹まこと、島田洋七、尾崎直道
- 第4章（1993年3月6日放送分）

ゲスト：堀内孝雄、桂きん枝、馬淵よしの、ハイヒールモモコ
- 第5章（1993年4月3日放送分）

ゲスト：谷村新司、上田正樹、ばんばひろふみ、トミーズ健
- 第6章（1993年4月17日放送分）

ゲスト：梅宮辰夫、安岡力也、桂春之輔
- 第7章（放送日不詳）

ゲスト：マルシア、安岡力也、大澄賢也、蛭子能収
- 第8章（放送日不詳）

ゲスト：布施明、梅沢富美男、遥洋子、島田洋七
- 第9章（1993年5月8日・15日放送分）

ゲスト：ビートたけし、川中美幸、島田洋七

### 『たかじんnoばぁ〜2 』
1994年6月に、「大阪読売テレビ」名義でソニー・マガジンズから初版を刊行（ISBN 978-4789708951）。前述の『たかじんnoばぁ〜』刊行後以降の放送から、同書と同じ方法で名場面をまとめた。現在は絶版。

## DVD

### 『たかじんnoばぁ〜 DVD BOX THEガオー!LEGEND』
当番組の放送終了から10年3ヶ月後の2007年10月26日に『たかじんnoばぁ〜 DVD BOX THEガオー!LEGEND』と題した3枚組DVD-BOXとして発売された。（発売元:ytv、販売元：東宝）
1992年10月10日放送分
ゲスト：星野仙一、鳳蘭（放送第1回分）
1993年2月6日放送分
ゲスト：桂ざこば、遥洋子（収録前まで不仲だったたかじんとざこばが、収録中に和解）
1993年4月3日放送分
ゲスト：谷村新司、ばんばひろふみ、上田正樹、トミーズ健（谷村に対してトミーズ健が暴言。たかじんが健を叩いたうえでなど便乗）
1993年4月17日放送分
梅宮辰夫、安岡力也、桂春之輔（梅宮と安岡が「武勇伝」を披露）
1993年5月8日・15日放送分
ゲスト：ビートたけし、川中美幸（トミーズ雅号泣、たかじん熱唱。たけしはノーギャラ出演、宿泊場所確保、大阪の美味しい物を用意するようにと番組側に要求して出演）
1993年11月27日放送分
内田裕也、大島渚、安岡力也、桂きん枝、小高紀子（内田は「収録後にたかじんとミナミで飲ませて欲しい」と言う条件を付けて、当番組へ自ら売り込んだ。しかし、たかじんは収録後にその条件を守らなかったため、プロデューサーが内田に責められた）
1994年1月15日放送分
ゲスト：山口美江、野々村真、川藤幸三、加藤博一（番組最高視聴率）
1994年8月27日放送分
ゲスト：伊東ゆかり、天地真理、上田哲
1995年1月14日放送分
ゲスト：そのまんま東、坂田利夫、松居直美、朝凪鈴

### 『たかじんnoばぁ〜 DVD BOX THEガオー!LEGENDⅡ』
2008年7月25日に『たかじんnoばぁ〜 DVD BOX THEガオー!LEGENDⅡ』と題した3枚組DVD-BOXとして発売された。（発売元:ytv、販売元：東宝）
1993年3月6日放送分
ゲスト：堀内孝雄、桂きん枝、馬淵よしの、ハイヒールモモコ
1993年10月9日放送分
ゲスト：吉川十和子、藤山直美、ハイヒールモモコ、島田洋七、リリアン
1993年11月27日放送分
ゲスト：内田裕也、安岡力也、桂きん枝、ハイヒールモモコ、小高紀子（現・小高麻友美）
1994年1月29日放送分
ゲスト：美輪明宏、風見しんご、ハイヒールモモコ、新野新
1994年3月19日放送分
ゲスト：財津一郎、金田たつえ、オスマン・サンコン、早坂好恵、葉山レイコ
1994年5月14日放送分
ゲスト：小森和子、角盈男、増田明美、マルシア、リリアン
1994年6月11日放送分
ゲスト：ガッツ石松、島木譲二、根本りつ子、ハイヒール・モモコ、井上公造、藤田恵子
1996年7月13日放送分（最終回）
ゲスト：ビートたけし、加納典明、篠原勝之、原久美子、岸本加世子
出演者やゲストの傾向を見ると、どちらかといえば吉本色の強い番組であったが、DVDの外箱には「協力・松竹芸能」の表記がされている。これは同番組を制作していたテレビ制作会社「ビデオワーク」が松竹芸能の子会社であり、現在は既に解散した後で会社が存在しないため、親会社であった松竹芸能がこれらの権利関係等を引き継いだことによるものと考えられる。また、当時ビデオワークに所属し「たかじんnoばぁ～」の制作に携わっていたスタッフが中心となって後に制作会社「BOY'S」が設立され、後述の復活特番など、現在もたかじんが出演する番組の制作に関与した。

## 復活特番

### お正月スペシャル
- 1998年1月に「たかじんnoばぁ〜 お正月スペシャル」として放送。
- 収録は浅草ビューホテル。

### DVD第1弾
上記のDVD化を記念し、タイトルもDVD-BOXと同じ『たかじんnoばぁ〜 THEガオー!LEGEND』として、特番として番組が9年9か月ぶりに復活し放送された。制作局の読売テレビと高知放送での放送日時は、2007年10月28日の16:05～17:00（JST）。ハイビジョン制作。
ゲスト
- 星野仙一
- 坂田利夫
- かとうかず子
- 夏川純
- 金村義明

この特番では、レギュラー放送時にセットを建て込んだ読売テレビ第2スタジオではなく、ホテルニューオータニ大阪のラウンジを借りて収録した。また、マネージャー役で出演していたトミーズ雅は出演しておらず、途中から星野が登場した際、オープニングから坂田とカウンターで座っていた金村に対し、たかじんが「師匠（星野）が来たんやから、横座っとる場合ちゃう」と星野をもてなすようにとの発言もあり、この特番でのマネージャー役となった。ちなみに、レギュラー放送時に出演していたバーテンダー・金崎公三は今回の特番にも出演していた。

#### 復活特番が放送された系列局
番組販売だったためか同時ネットは少なかったが、読売テレビでの放送から時間を置いて放送された地域も少なくない。独立UHF局・当時の静岡第一テレビ以外は全て「たかじんのそこまで言って委員会」ネット局であった。ここでは2008年4月時点で放送が確認された地域・放送局についてまとめる。
日本テレビ系
- ミヤギテレビ
- テレビ新潟
- 静岡第一テレビ
- 中京テレビ
- 北日本放送
- テレビ金沢
- 広島テレビ
- 日本海テレビ
- 山口放送
- 西日本放送
- 福岡放送
- 長崎国際テレビ
- くまもと県民テレビ
- 鹿児島読売テレビ

TBS系
- 大分放送

独立UHF局
- とちぎテレビ
- テレビ埼玉
- 千葉テレビ

### DVD第2弾
DVD第2弾発売を記念した特番が読売テレビで2008年7月20日の16:25～17:30（JST）に放送。ハイビジョン制作。今回は「たかじんnoばぁ〜 THE ガォー！LEGENDII〜オンナだらけスペシャル〜」と題して、ゲストは宮根誠司を除いて全て女性であった。
ゲスト
- 宮根誠司
- 梶原真弓
- 松居直美
- 中島史恵
- 西川史子
- 中澤裕子
- くまきりあさ美
- 熊田曜子

ナレーター
- 橋本のり子

また、2008年8月2日深夜に日本テレビも放送する事になり、たかじんの冠番組の東京キー局での久々の放送となった。
今回は読売テレビの第1スタジオにセットを建て込んで収録された（このセットは後日特番『たかじんTEPPAN』(2008年7月13日の16:25～17:30（JST）に放送)でも使い回された）。また、定休日ではない筈の木曜日の収録(2008年5月29日収録)であったにも拘らず、バーテンダーの金崎公三は今回も参加していた。マネージャー役は宮根が務めた。
この収録の後、DVD発売記念の記者会見が行われたが、記者会見司会のytv吉田奈央アナウンサーの淡々とした進行振りがきっかけで、半ば酔った状態だったたかじんはキレてしまい、集まった記者に長々と説教をしていた。

#### 復活特番第2弾が放送された系列局
日本テレビ系
- 日本テレビ（2008年8月2日(土)25:55～）
- 高知放送（2008年8月10日(日)12:30～）
- 広島テレビ（2008年8月17日(日)11:40～）
- 西日本放送（2008年9月14日(日)12:00～）
- 福岡放送（2008年9月20日(土)14:55～）
- 秋田放送（2008年10月5日(日)23:30～）
- 山形放送（2008年10月19日(日)13:55～）

## レギュラー放送時のネット局・放送時間
ネット局の名称はレギュラー放送時のもの。
| 放送局         | 放送対象地域   | 放送時間                                            | 備考                                                                                      |
| -------------- | -------------- | --------------------------------------------------- | ----------------------------------------------------------------------------------------- |
| よみうりテレビ | 近畿広域圏     | 土曜0:00 - 1:00 土曜23:45 - 0:45（1994年4月以降）   | 制作局                                                                                    |
| 日本テレビ     | 関東広域圏     | 火曜2:05 - 3:05 土曜1:35 - 2:35（1993年10月以降？） | 1993年4月から                                                                             |
| 福島中央テレビ | 福島県         | 土曜2:15 - 3:15                                     | 1996年4月6日から7月20日最終回放送分まで 後番組の『中居くん温泉』も1996年7月27日からネット |
| 北日本放送     | 富山県         |                                                     |                                                                                           |
| 中京テレビ     | 中京広域圏     | 土曜1:05 - 2:05                                     | 1994年4月から1994年9月まで放送                                                            |
| 日本海テレビ   | 鳥取県・島根県 | 土曜0:25 - 1:25                                     |                                                                                           |
| 西日本放送     | 香川県・岡山県 | 土曜0:00 - 1:00                                     |                                                                                           |
| 広島テレビ     | 広島県         | 土曜0:25 - 1:25                                     |                                                                                           |
| 高知放送       | 高知県         | 火曜0:40 - 1:40                                     |                                                                                           |
| 福岡放送       | 福岡県         | 月曜1:05 - 2:05                                     |                                                                                           |

## スタッフ

### レギュラー
- 企画 : KURU KURU ばぁ～
- 構成 : 鹿島我、東野博昭（東野ひろあき）、古川嘉一郎、宇野 宇

　　　　 上田信彦、永田武司
- コント作 : 東野博昭、上田信彦、長川千佳子、鹿島我
- 技術 : 岸田功、野村武史、橋本喜隆、坂口拓磨、菊川雄士（YTV）
- 照明 : 廣江貞雄（YTV）、関東電機（現:ハートス）
- 音効 : 青地瑛久（サウンドエフェクト）
- VTR編集 : 南方裕之（YTV）
- MA : 飯野龍秋
- 美術 : 伊藤大樹（YTV）
- 大道具 : つむら工芸
- 小道具 : 高津商会
- 衣裳 : 東京衣裳
- メイク : A.I.C
- AP (アシスタントプロデューサー)  : 松尾淳一（ビデオワーク） ※後にプロデューサー
- ディレクター : 松山源一（ビデオワーク）
- 演出・プロデューサー : 相原康司（ビデオワーク）
- プロデューサー : 岩渕輝義（YTV） ※後にチーフプロデューサー
- チーフプロデューサー : 松井守→有川寛→岩渕輝義（YTV）、村田弘道（ビデオワーク）
- 協力 : アサヒビール ※当時、たかじんが近畿地方で発売されていた地域限定ビール「生一丁」のCMに出演していた。
- 制作協力 : P.I.S
- 制作 : ビデオワーク
- 制作著作 : よみうりテレビ

### 復活特番2
- TD：野村武史（ytv）
- SW：森下直樹（ytv）
- VE：村上和生（ytv）
- MIX：前田義信（ytv）
- LD：浜野眞治（ytv）
- 編集：中沢丈、工藤大輔
- 音効：松井久美子
- 技術協力：映像企画、ハートス、サウンドエフェクト、教映社、SpEED
- 美術製作：伊藤大樹（ytv）
- 美術進行：大江哲由
- 大道具：川田勝司、辻耕一郎
- 小道具：中村裕
- 装飾：杉野光正
- メイク：広田聖子
- タイトル：アサヒ精版印刷
- 美術協力：ツムラ工芸、テンコー、グリーンアート、ルンル、東京舞台、高津商会、A.I.C、幸田ワインハウス
- 宣伝：西川幸宏（ytv）
- 構成：上田信彦
- ディレクター：枡田貴幸（AZITO）、金井南愛（ytv）、高井将后、村田竜彦（BOY'S）
- デスク：佐野直子、百瀬和代、瀧野侑子
- コンテンツ：弘中謙、田中和美、乙部恭子、読売テレビエンタープライズ
- 特別協力：東宝株式会社
- 協力：P.I.S
- 演出：松山源一（BOY'S）
- プロデューサー：吉川秀和（ytv）、相原康司、三浦真理子（BOY'S）
- チーフプロデューサー：木谷俊樹（ytv）
- 制作協力：BOY'S
- 制作著作：ytv 50th(読売テレビ50周年ロゴ）